# Niccolò Piccinni (giurista)
Niccolò Piccinni (Castelsaraceno, 1º agosto 1704 – Napoli, 15 agosto 1768) è stato un giurista e poeta italiano.

## Biografia
Nato in una famiglia agiata, in gioventù fu mandato a Napoli, per studiare sotto la direzione di uno zio materno gesuita, da cui apprese materie filosofiche e giuridiche, oltre a studiare la Bibbia e diversi testi teologici. Laureatosi in giurisprudenza e divenuto giureconsulto, si diede alla pratica forense e, allo stesso tempo, alla composizione lirica.
Spesso in contrasto con i suoi colleghi, scrisse un sonetto in napoletano che descriveva satiricamente i vizi dei suoi coevi del foro, il quale piacque molto al re Carlo III.
Compose altre poesie di cui non fece raccolta e molte di esse furono pubblicate nell'opera In morte del duca di S. Filippo D. Giuseppe Branasso (1740). Negli ultimi anni della sua vita, abbandonò l'attività giuridica, ritirandosi presso la Chiesa di Santa Maria dei Monti. Morì la mattina del 15 agosto 1768 a causa di un ictus.

## Opere
- Nicolai Piccinni J.C. Neapolitani Dissertatio de Gratia (1753)
- Imperiales Institutiones adstrictae, ejusdemque notis illustratae (1757)
- Hierosolyma Carolo Borbonio Regi Invictissimo Epistola
- Varie allegazioni giuridiche, e risoluzioni legali